# Brianaria
Brianaria S. Ekman & M. Svensson – rodzaj grzybów z rodziny łuszczakowatych (Psoraceae). Ze względu na współżycie z glonami zaliczany jest do grupy porostów.

## Systematyka i nazewnictwo
Pozycja w klasyfikacji według Index Fungorum: Psoraceae, Lecanorales, Lecanoromycetidae, Lecanoromycetes, Pezizomycotina, Ascomycota, Fungi.
Jest to niedawno utworzony nowy rodzaj. Włączono do niego niektóre gatunki dawniej zaliczane do rodzaju Micarea i in. W piśmiennictwie polskim nie ma jeszcze polskiej nazwy. W Polsce występuje jeden gatunek.

## Gatunki
- Brianaria bauschiana (Körb.) S. Ekman & M. Svensson 2014 – krużynka leśna lub krążniczka leśna
- Brianaria lutulata (Nyl.) S. Ekman & M. Svensson 2014
- Brianaria sylvicola (Flot. ex Körb.) S. Ekman & M. Svensson 2014
- Brianaria tuberculata (Sommerf.) S. Ekman & M. Svensson 2014

Nazwy naukowe na podstawie Index Fungorum. Nazwy polskie według W. Fałtynowicza.